# Stipa subaristata
Stipa subaristata là một loài thực vật có hoa trong họ Hòa thảo. Loài này được (Matthei) Caro & E.A.Sánchez miêu tả khoa học đầu tiên năm 1973.